# Гердан (Заклинська) Олена
Ґердан (Заклинська) Олена (* 14 квітня 1916, с. Жаб'є (нині м. Верховина Івано-Франківської обл.) — † 23 січня 1999, США) — українська танцівниця, поетеса, художниця, хореограф.

## Біографія
Народилась 14 квітня 1916 р. у с. Жаб'є-Ільці у родині Богдана та Осипи Заклинських.
Оленка Ґердан-Заклинська — її сценічне ім'я. Перша частка, яку інколи вживала осібно як авторське творче псевдо, була її асоціативним, етнокультурним ідентифікатом, друга походила від прізвища батька, знаного й шанованого в Галичині вчителя Богдана Заклинського.
Батькова професія зумовила часті переїзди сім'ї по довколишніх селах та Закарпаттю (Порошків, Великий Бичків, Ясіня), що сприяло збагаченню емоційних вражень Оленки, її сестри Орисі та брата Святослава. «Я вже дитиною почала танцювати, — згадувала згодом. — Мене невимовно притягали всякі прояви руху».
У роки Першої світової війни потрапила у табір для переселенців у Гмюнді. Початкову освіту здобула в с. Великому Бичкові на Закарпатті.
Перші оплески своєму танцювальному таланту вона почула наприкінці 1920-х років у Празі, де навчалася в одній з українських гімназій. До наступних студій танцю дівчина приступала уже всупереч волі батька. Студіювала музику, виступала як танцюристка. У Подєбрадах, поблизу Праги, вона відвідувала заняття в молодого реформатора українського національного танцю Василя Авраменка, далі брала уроки в українського балетмейстера класичного танцю Олександра Костіна, який мав свою школу в тій же Празі. Тоді ж, у Подєбрадах, дебютувала як солістка балету. В колах української культурної еміграції в Чехословаччині зауважили мистецькі здібності дівчини, і вона була рекомендована до участі в «Панслов'янському Пластовому Джемборі» у м. Пльзень, де «виступала як одинока українка» з танком та рецитацією «Живи, Україно» за твором Олександра Олеся.
Загальну освіту продовжила в Українському дівочому інституті міста Перемишля, який закінчила 1934 року.
Згодом продовжила навчання у Вищому Музичному Інституті ім. М. Лисенка у Львові. Тут упродовж трьох років студіювала сучасний мистецький танок у натхненних ідеєю ритміки як філософії нового танцю Марини Бронєвської та Оксани Федак-Дрогомирецької — безпосередніх учениць, а також послідовників уславлених європейських новаторів Еміля Жак-Далькроза та Мері Віґман. Паралельно навчалась музичних предметів у Романа Савицького та Миколи Колесси, які допомогли талановитій дівчині систематизувати свої погляди на український фольклор і поняття музичної традиції. Саме після переїзду до Львова в Оленки Заклинської починають формуватися системні погляди на феномен танцю як сучасного мистецтва, адже в музичному Львові в 1920-1930-х роках великої популярності набули новаторські тенденції з реформування класичного танцю на модерністський лад. В естетичному синкретизмі ритмопластики (такий термін в 1930-х роках у Львові став використовуватися вкрай активно) та експресіонізму вибудовувалася індивідуальна манера «креативного танку» молодої артистки. Свій час проводила не лише на лекціях і тренінгах, але й у частих мандрівках по Гуцульщині, Бойківщині та Лемківщині, і, як сама зазначила, «ловила всюди той ритм, що рухає наших людей у жвавому танку». Її львівські студії «мистецтва танку, імпровізації та композиції» вже набували скерованого в бік української етнокультурної традиції характеру.
Першою вершиною виконавського мистецтва Оленки Заклинської в цій осмисленій стратегії пошуку стали танці «Дорога» (на музику Зіновія Лиська), «Метелиця» (на музику Василя Барвінського) та «Спомин з гір» (на музику Василя Безкоровайного)
1938  — стала переможницею в своїй номінації Міжнародного фестивалю мистецького танцю у Брюсселі. Виконала на фестивалі чотири теми: «Дрібушку» (популярний український народний танець у власній модифікації), «Дорогу», «Метелицю» і «Колискову». Подія набула широкого резонансу, спричинивши цікавість європейців до української культури.
Міжнародне визнання її роботи з етнічними джерелами, що дало яскравий результат, ще більше окрилювало, й Оленка використовує нагоду взяти участь в експедиції членів Наукового товариства ім. Шевченка по Лемківщині з метою збору фольклорного матеріалу для системного вивчення феномену лемківського танцю та «для виведення на сцені лемківського весілля». На жаль, початок Другої світової війни не дав їй змоги зреалізувати в задуманому обсязі цей цікавий творчий проект.
Навчала мистецтва танцю дітей у товариствах «Рідна Школа» та «Українська Захоронка», де проводила заняття з інтерпретації пісень серед дошкільнят.
1939 року з приходом радянської влади до Львова танцювальне мистецтво Олени Заклинської стало непотрібним. Лише від 1941 року, коли була сформована трупа Львівського оперного театру, Оленка значиться у складі балетної групи. Збереглися світлини, на яких вона сфотографована серед артисток балету у виставах «Серпанок П'єретти» та «Запорожець за Дунаєм». Там вона познайомилася з відомими режисерами, диригентами та майстрами української сцени, зокрема з концертмейстером Оленою Голинською, прима-балериною Валентиною Переяславець, а також з початкуючою танцівницею Ромою Приймою, з якою її творче життя перетиналося вже в еміграції.
З наближенням фронту полишає Львів і, відповідно до можливостей порятунку, а також і заради творчих інтересів, переїздить до Відня. Тут навчалася у славетної австрійської танцівниці і педагога Розалії Хлядек. За участі Р. Хлядек творить свою власну композицію «Римський фонтан», яку в пізніший період творчості любила показувати на своїх авторських вечорах.
Згодом ділить долю десятків тисяч «переміщених осіб» в спеціально утворених таборах на території Австрії і Німеччини. В одному з них, в околицях міста Інсбрук, Оленка знову заряджається стихією гір, згадуючи рідні Карпати і долаючи численні психологічні та побутові труднощі. Збереглася світлина, на якій вона на тлі високих альпійських гір танцює «Дрібушку». Була танцівницею, гімназіальною вчителькою і навіть співорганізатором виставки українського мистецтва. На початку січня 1948 року взяла участь у концерті в залі Міського театру Інсбруку, де виступили представники різних національних груп «переміщених осіб». У цей непростий час її репертуар поповнився танцями «Гуцулка», «Радість», «Золотий сон».
1948 — емігрувала до Канади. У Вінніпезі відкрила власну школу танців. Невдовзі на Першому фестивалі українського танку і музики Заклинська, що за океаном додатково прибирає собі сценічне ім'я Ґердан, здобуває диплом і першу нагороду за сольний та дуетний танці. Створює власні іміджеві хореографічні роботи. Однією з них став твір «Слава Україні», що був показаний на сценах українських театрів Торонто.
З 1950 — продовжила педагогічну працю в Торонто, де мала власну школу мистецького танку в Музичному інституті ім. М. Лисенка.
З 1956 — мешкала у Нью-Йорку (США), де продовжувала педагогічну діяльність на посаді професора в Українському Музичному Інституті, маючи свій клас хореографії. Стає активною дописувачкою до найбільшого часопису, що виходив у діаспорі, — газети «Свобода», співпрацює з жіночим журналом «Наше Життя». Її публікації присвячені окремим персоналіям національного музичного і театрального життя поза Батьківщиною (Олені Голинській, Валентині Переяславець, Вадимові Сулимі, Галині Минаїв-Андреадіс), а також актуальним, проблемним питанням української культури («Театр для дітей», «За розвиток українського танку» тощо, виступала на американському телебаченні. Активно концертувала, мала багато успішних показів в галузі «виразового танку», на основі методології Еміля Жак-Далькроза. Власні твори виконувала на музику Василя Барвінського, В. Безкоровайного, М. Колесси, З. Лиська та ін. Для виступів часто самостійно виконувала проекти костюмів. Танцями, які принесли їй великий успіх, були, зокрема «Дрібушка», «Колискова», «Шумка», «Думка-коломийка», «Римський фонтан», «Спомини з гір», «Княжі гагілки», «Плач Ярославни» та ін. Виховала покоління танцюристів в різних середовищах української діаспори Канади і США. Писала вірші, які вийшли у Нью-Йорку окремою книгою «Ритми полонин». Паралельно навчалася малярства в приватній студії Л. Р. Кузьми в Нью-Йорку, брала участь у мистецьких виставках.
Від середини 1960-х рр., у зв'язку з хворобою, змушена була залишити сцену та викладання, переїхала до Франції, згодом повернулась до США.
Померла 23 січня 1999 р. Похована на кладовищі у м. Редінг, штат Пенсільванія (США).

## Твори
- Заклинська О. Образки [Архівовано 6 серпня 2020 у Wayback Machine.]. — Торонто: б. в., б. р.
- Ґердан О. Ритми полонин. Збірка віршів. — Нью-Йорк: б. в., 1964. — 128 с.